# Fierzë (Fushë-Arrëz)
Fierzë es una localidad albanesa del condado de Shkodër, constituida desde 2015 como una unidad administrativa del municipio de Fushë-Arrëz. En 2011, el territorio de la actual unidad administrativa tenía 1302 habitantes.
La unidad administrativa incluye los pueblos de Aprip-Guri, Arst, Bugjon, Fierzë, Kokdodë, Mëzi, Miliska y Porav.
Se ubica a orillas del río Drin, unos 25 km al norte de la capital municipal Fushë-Arrëz. Al otro lado del río se ubica la la localidad homónima del condado de Kukës.